# Jean Guillaume Auguste Lugol
Jean Guillaume Auguste Lugol (Montauban, 1786. augusztus 18. – Neuilly-sur-Seine, 1851. szeptember 16.) francia orvos.
Lugol Montaubanban született. Párizsban tanult orvosi szakon, majd 1812-ben szerzett orvosi diplomát. 1819-ben megbízott orvosnak nevezték ki a Hopital Saint-Louis-ban, ezt a posztot nyugdíjazásáig töltötte be. 1851-ben, Neuilly-sur-Seine-ben bekövetkezett halála után lánya, Adele-Augustine hozzáment Paul Brocához.
Lugol érdeklődött a tuberkulózis iránt, és bemutatott egy tanulmányt a Párizsi Királyi Tudományos Akadémiának, amelyben a friss levegő, a testmozgás, a hideg fürdő és a drogok használatát szorgalmazta. Négy könyve is megjelent a scrofulosis betegségekről és kezelésükről (1829, 1830, 1831, 1834). A Királyi Akadémia tagjai ellátogattak Lugol kórházába, és megfigyelve, hogy betegei javultak a tizenhat hónap alatt, jóváhagyták a kezelését.
Felvetette, hogy jódoldatát a tuberkulózis kezelésére lehetne használni. Ez az állítás akkoriban nagy figyelmet keltett. Bár nem volt hatékony a tuberkulózis kezelésében, a Lugol-jódot sikeresen alkalmazta a thyreotoxicosis kezelésére Plummer.
A Lugol-jódoldatot a Schiller-tesztben is használják a méhnyakrák diagnosztizálására.